# 데니스 로디

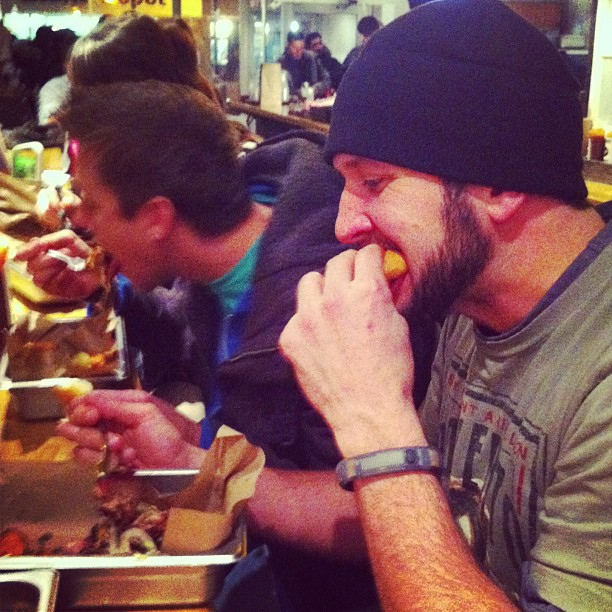

데니스 로디(Dennis Darrell Roady, 1983년 6월 6일 ~ )는 미국의 배우, 유튜버, 텔레비전 배우이다.
비스바덴에서 태어났다.

## 텔레비전
- Fight of the Living Dead: Experiment 88 (2016년)

## 영화
- 내츄럴 본 프랭크스터 (2016년)